# 화성 용주사 대웅보전 목조삼세불좌상
화성 용주사 대웅보전 목조삼세불좌상(華城 龍珠寺 大雄寶殿 木造三世佛坐像)은 경기도 화성시 용주사에 있는, 조선시대의 불상이다. 2009년 3월 10일 대한민국의 경기도 유형문화재 제214호로 지정되었다.
용주사 목조삼세불좌상은 전라도, 강원도 등 세 지역의 대표적인 조각승이 모여 제작한 작품들로 조선 후기 불교조각사의 대미를 장식하는 불상이다.

## 참고 자료
- 화성 용주사 대웅보전 목조삼세불좌상 - 국가유산청 국가유산포털